# Senda
Una senda es un camino más estrecho que la vereda, abierto principalmente para el tránsito de personas.
Es una ruta, un camino para llegar a un destino determinado. Una senda también puede ser un proceso para hacer o lograr algo.
En cualquiera de sus acepciones, senda es algo que se puede recorrer, y que lleva a otro lugar o estado.
Puede estar señalizado o no. Las señalizaciones pueden variar mucho, desde pequeños montones de piedras o mojones hasta marcas de pintura y señales. Actualmente se usa, junto con otros caminos rurales y senderos, para formar rutas de senderismo y turismo activo.

## Galería

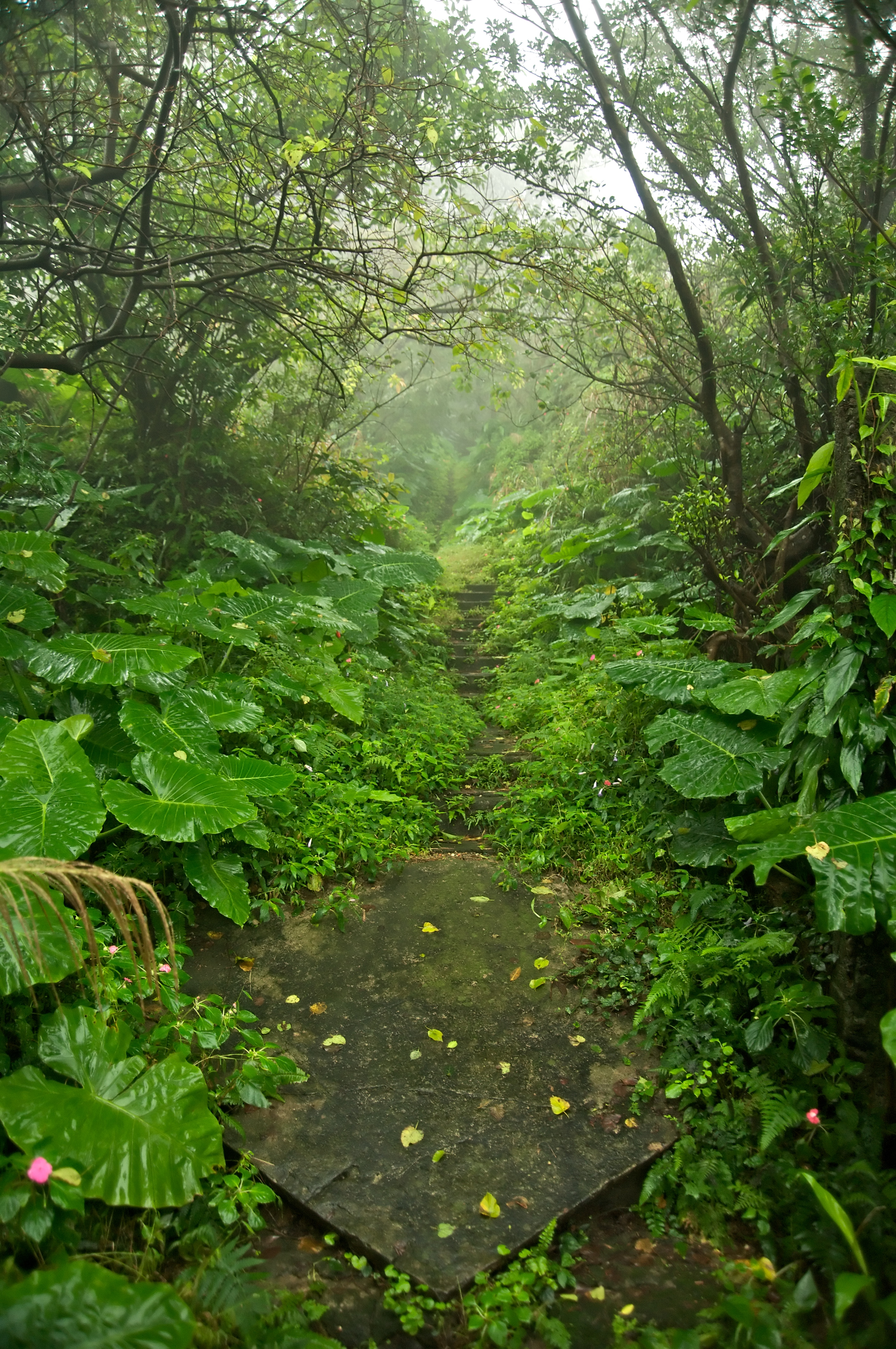
Imagen de una senda.
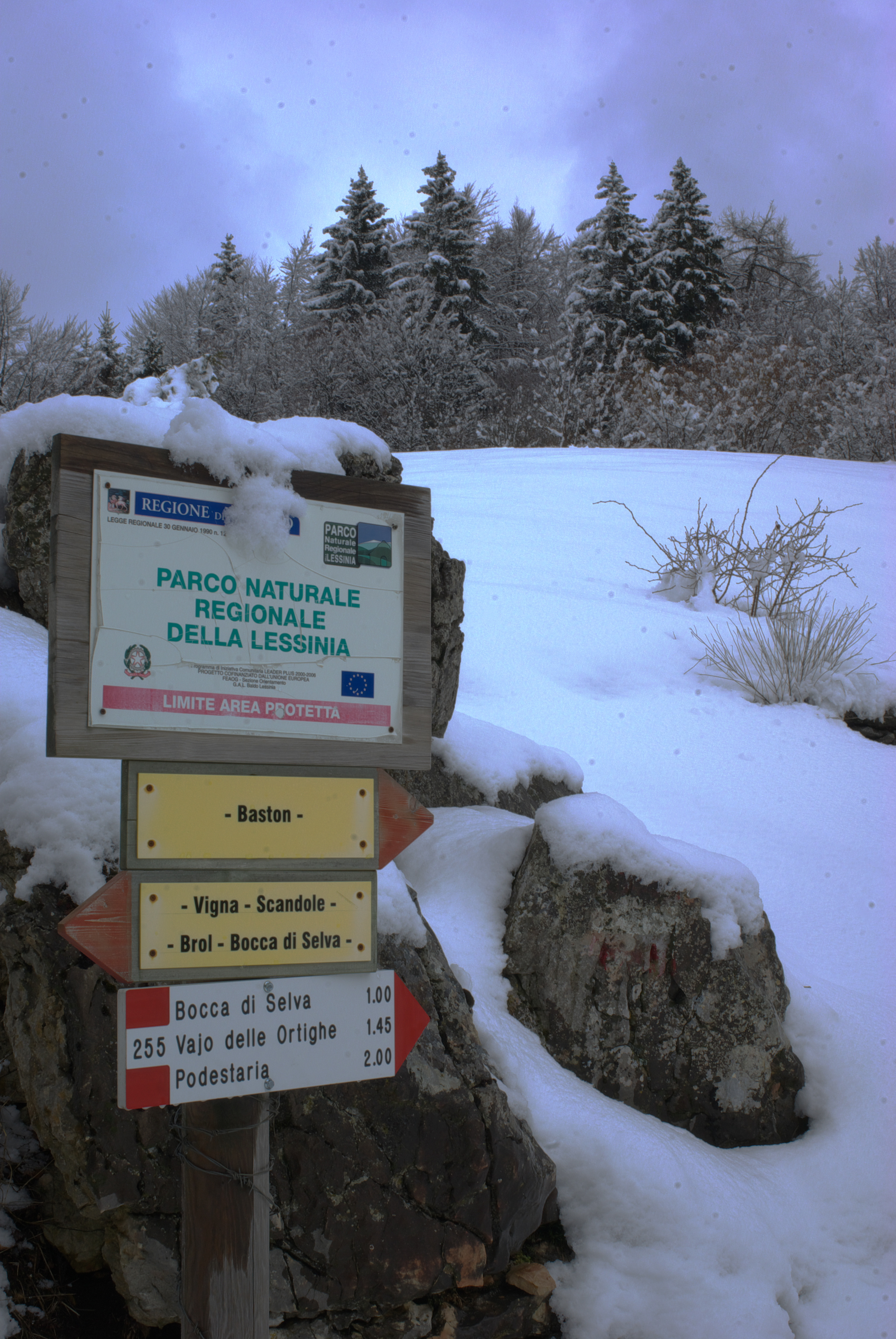
Senda en Bosco Chiesanuova, Italia.
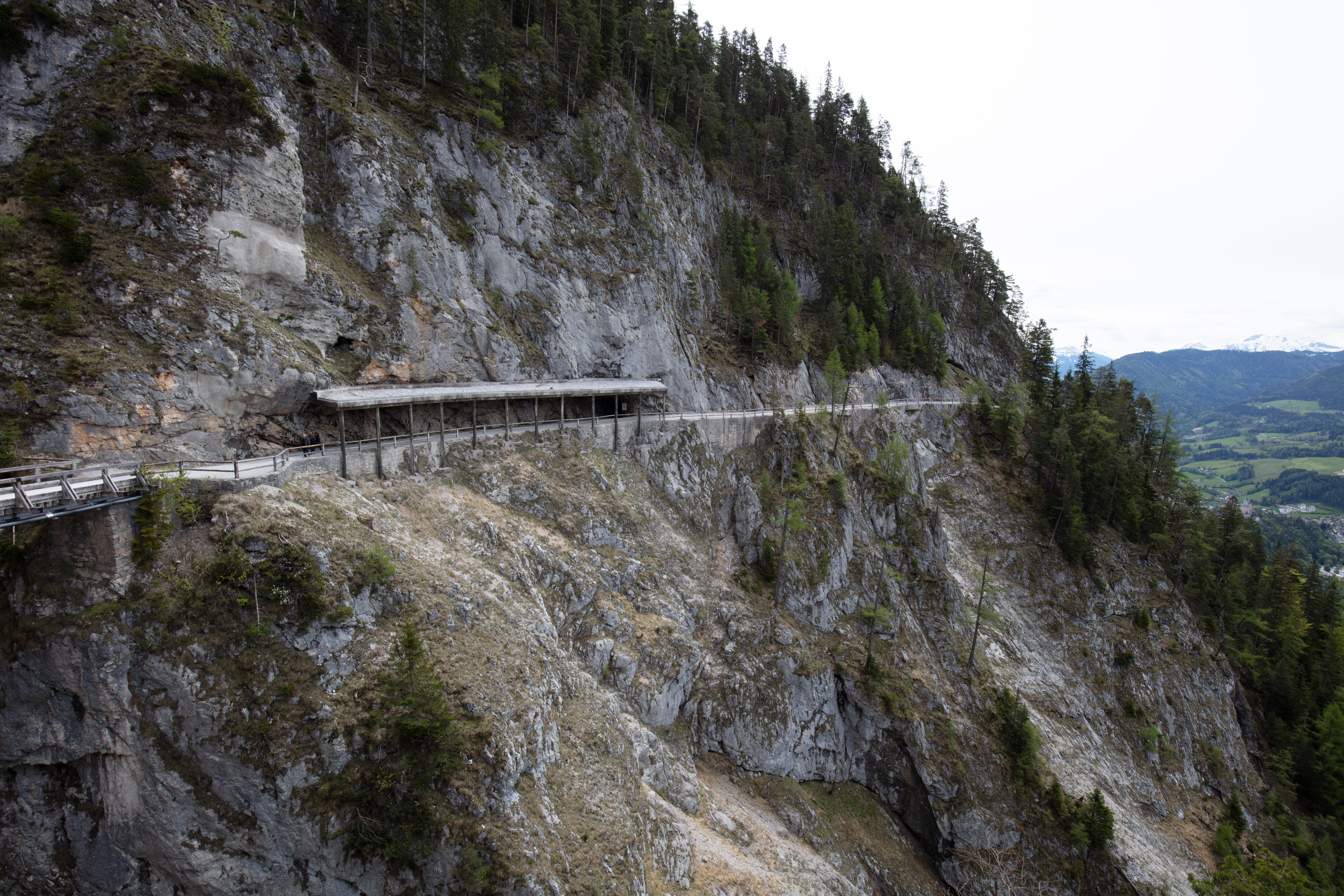
Senda en los montañas Tennen, Tenneck, Austria.